# Papstwahl 1073
Bei der Papstwahl 1073, die nach dem Tod von Alexander II. notwendig geworden war, wurde Hildebrand von Soana, Kardinaldiakon von Santa Maria in Domnica und Archidiakon der Römischen Kirche, als Gregor VII. zum Papst erwählt.

## Vorgeschichte
Bereits Leo IX. hatte gegenüber Kaiser Heinrich III. darauf bestanden, durch Volk und Klerus Roms zum Papst und damit zum Bischof von Rom gewählt zu werden. Nach Leos Tod sollte Hildebrand zum Papst erhoben werden, jedoch berief der Kaiser den Bischof Gebhard von Eichstätt zum Papst Viktor II. Sein Pontifikat dauerte bis 1057.
Nach dem kurzen Pontifikat von Stephan IX., dem Intermezzo des Gegenpapstes Benedikt X., der Amtszeit von Nikolaus II. und dem unerwarteten Tod von Alexander II. verlangte das römische Volk noch während der Beisetzung Alexanders II. am 22. April 1073, Hildebrand zum Papst zu erheben.

## Inspirationswahl
Nach zeitgenössischen Berichten sollen die Leute gerufen haben: „Hildebrand soll Papst sein!“ Noch am selben Tag wurde Hildebrand vom römischen Klerus und einer Volksmenge beiderlei Geschlechts und aller Stände zum Papst gewählt, ausgerufen und akklamiert, obwohl diese Inspirationswahl wahrscheinlich auch für ihn unvorhergesehen war. Als Diakon empfing er am 22. Mai 1073 die Priesterweihe und am 30. Juni desselben Jahres die Bischofsweihe.